# Saison 6 d'Inspecteur Barnaby
Chronologie
Saison 5 Saison 7
Cet article présente la sixième saison de la série télévisée Inspecteur Barnaby.

## Distribution

### Acteurs principaux
- John Nettles (VF : Hervé Jolly) : l'inspecteur Tom Barnaby
- Daniel Casey (VF : Antoine Nouel) : le sergent Gavin Troy

### Acteurs récurrents
- Jane Wymark (VF : Monique Nevers) : Joyce Barnaby (épisodes 1 à 5)
- Laura Howard (VF : Géraldine Giraud) : Cully Barnaby (épisodes 1, 2, 5)
- Barry Jackson (en) (VF : Claude d'Yd) : Dr George Bullard (épisodes 1 à 5)
- Neil Conrich : Angel (épisodes 4 et 5)

## Liste des épisodes
1. Mort en eau trouble
2. Le Parcours du combattant
3. Une touche de sang
4. La Maison de Satan
5. Les Oiseaux de proie

### Épisode 1:Mort en eau trouble
- Grande-Bretagne : 3 janvier 2003
- France : 6 avril 2003

- Honor Blackman (Isobel Hewitt)
- Philip Franks (Quentin Roka)
- Jane Downs (Dixie Goff)
- Richard Durden (Dr Duncan Goff)
- Alison Rose (Angela Goff)
- John Warnaby (Keith Scholey)
- Amanda Root (Ruth Scholey)
- Jonathan Cullen (Melrose Plunkett)
- Suzanne Burden (Rebecca Plunkett)
- Jeff Rawle (Derrick Seagrove)
- Susan Wooldridge (Margaret Seagrove)
- Will Knightley (Andrew Turner)
- James Hazeldine (Leo Bantock)
- Eileen Page (Beatrice)
- June Barrie (Gwen Dobson)
- Robert Putt (Oyster man)
- Peter Cellier (Peregrine Slade)
- Malcolm Raeburn (Steve)
- Ian Peck (James Tapsell)
- Sidney Livingstone (Barman/Landlord)
- Roger Swaine (Customer)

Isobel Hewitt, veuve âgée, ancienne de la jet-set au train de vie luxueux, est une personnalité très controversée du village de Malham Bridge. Même sa famille, qui la soutient financièrement, supporte mal son style de vie. Elle est accusée de tricher lors du concours de pêche par Margaret Seagrove, un membre du club. La discussion se termine en véritable altercation. Le sergent Troy recueille la plainte de Margaret pour agression.
Lieux de tournage
- Haddenham (Buckinghamshire)
- Littlewick Green (Berkshire)
- Shabbington (Buckinghamshire)
- Worminghall (Oxfordshire)

### Épisode 2:Le Parcours du combattant
- Grande-Bretagne : 10 janvier 2003
- France : 13 avril 2003

- Isla Blair (Dr Jane Moore)
- Perdita Weeks (Hannah Moore)
- ark Richards (Guy Moore)
- Anna Maguire (Ettie Moore)
- Jan Ravens (Sarah Wroath)
- Phillip Fox (Gordon Leesmith)
- Stuart Bunce (en) (Tony Parish)
- Jonty Stephens (Jeff Haskin)
- Paul Brennan (Dean Hunniset)
- June Watson (Mary May)
- John Branwell (Mick May)
- Jon Rake (Ron)
- Susan Porrett (Sonia)

Martin Wroath, un alcoolique en instance de divorce, endetté et peu apprécié, est retrouvé mort dans son cottage. La thèse du suicide est vite écartée pour laisser place à celle du meurtre lorsqu’on découvre un fort taux d’antidépresseurs dans son corps.
Lieux de tournage
- Cuddington (Buckinghamshire)
- Long Crendon (Buckinghamshire)
- Stonor (Oxfordshire)

### Épisode 3:Une touche de sang
- Grande-Bretagne : 17 janvier 2003
- France : 27 avril 2003

- Leslie Phillips (Godfrey Teal)
- John Sessions (Barrett Filby)
- Denise Black (Ann Carter)
- Barbara Durkin (Linda Tyrell)
- Matthew Marsh (Tony Carter)
- Clive Merrison (en) (Colin Hawksley)
- Dinah Stabb (Tessa Hawksley)
- David Mallinson (Alan Pinkney)
- Andrew Lancel (Det Const Simon Backley)
- Nigel Lindsay (Det Sgt James Noland)
- Anna Northam (Ruth Fairfax)
- Sheila Reid (Mrs Metcalfe)
- Eamon Geoghegan (Mike Weatherby)
- Jean Challis (Mrs Bainbridge)
- Colin Higgins (Mr Miller)
- Hilary Crane (Mrs Partridge)
- Michael Tucek (Jason Hurst)

Joyce Barnaby participe à un cours de peinture organisé à Midsomer Florey par Barrett Filby, un artiste local. Au moment du déjeuner, elle découvre le corps de l’une des participantes, Ruth Fairfax. Lors de l’autopsie, on découvre que la défunte est encore plus mystérieuse qu’il n’y paraît…
Lieux de tournage
- Great Missenden (Buckinghamshire)
- The Lee (Buckinghamshire)

### Épisode 4:La Maison de Satan
- Grande-Bretagne : 24 janvier 2003
- France : 18 mai 2003

- Ronald Pickup (Rupert Smythe-Webster)
- Beth Goddard (Wendy Smythe-Webster)
- Christopher Good (Simon Smythe-Webster)
- Phoebe Nicholls (Laura Smythe-Webster)
- Jonathan Hyde (Frank Webster)
- Leo Bill (Darren)
- Jo Stone-Fewings (Danny Pinchel)
- Tim Preece (Jack Wilson)
- Anne Reid (Sarah Proudle)
- Alex Lowe (Phil Harrison)
- Charlie Beall (Larry Smith)
- Rebecca Johnson (Anne)
- Danielle Tilley (Emily)
- Katy Murphy (Helen)
- Jack Chissick (Murdoch)

Lieux de tournage
- Brill (Buckinghamshire)
- Lewknor (Buckinghamshire)
- Long Crendon (Buckinghamshire)
- Penn (Buckinghamshire)
- Watlington (Oxfordshire)

### Épisode 5:Les Oiseaux de proie
- Grande-Bretagne : 31 janvier 2003
- France : 4 mai 2003

- Kate Buffery (Mallory Edmonton)
- David Calder (Maj George Hamilton)
- Alexandra Gilbreath (Dr Naomi Sinclair)
- Robert Morgan (en) (Julian Shepherd)
- Rosalind Knight (Eleanor Macpherson)
- Sheila Shand Gibbs (Jane Macpherson)
- Anton Lesser (Eddie Darwin)
- Candida Benson (PC Sarah Pearce)
- Janet Maw (Eileen Hamilton)
- Trevor Cooper (Sean Moorcroft)
- Richard Todd (Charles Edmonton)
- Kenneth Gilbert (Hilary Carlton)
- Bernard Gallagher (Vernon Surtees)
- Jemma Churchill (Maisie Cullen)
- Harry Gostelow (Dr James Robertshaw)
- Nicholas Pritchard (Solicitor)
- Neville Phillips (Vicar)
- Edward Clayton (Mr Pilger, the Butcher)
- Tim Treloar (Thames Valley constable)

Lieux de tournage
- Bledlow (Buckinghamshire)
- Britwell Salome (Oxfordshire)
- Bushey (Hertfordshire)
- Cuddington (Buckinghamshire)
- Haddenham (Buckinghamshire)
- Ruislip (Middlesex)